# Пушкарёв, Глеб Михайлович
Глеб Миха́йлович Пушкарёв (10 [22] июня 1889, Томск — 6 августа 1961, Новосибирск) — русский советский писатель и драматург.

## Биография
Родился в семье служащего. До 6 класса учился в Барнаульском реальном училище, был исключён за неуспеваемость. Затем до 1911 года работал корректором, хроникёром в газетах «Барнаульский листок» и «Жизнь Алтая».
В 1911 году уехал в Санкт-Петербург. Будучи членом Томского студенческого землячества, участвовал в деятельности подпольной социал-демократической организации, в связи с чем подвергался аресту. Экзамены за семь классов сдал при кадетском корпусе. В 1913 году поступил в Психоневрологический институт, но в 1916 году, не окончив институт, был мобилизован в армию, где обучался на «инструктора химии удушливых средств». Во время испытаний получил сильное отравление и был освобождён от военной службы.
В июне 1917 года вернулся в Барнаул, работал в газете «Голос труда» (орган Барнаульского Совета рабочих и солдатских депутатов). В 1917 году выступил организатором литературного объединения «Агулипрок», которое просуществовало в Барнауле до 1920 года. С декабря 1917 до декабря 1919 года — заведующий издательским отделом в Алтайском Союзе кооперативов. В период гражданской войны оказывал содействие в организации побегов большевиков.
С 1919 года — заведующий художественным отделом Губполитпросвета, заведующий Алтгосиздатом.
С 1924 года — представитель Сибкрайиздата в Москве, затем — заведующий издательским отделом Сибкрайиздата в Новониколаевске. Все последующие годы работал в Новосибирской писательской организации.

## Творчество
Первый рассказ Глеба Пушкарёва «На волю» опубликован 25 марта 1909 года в газете «Барнаульский листок». До 1917 года написал ещё несколько рассказов. В 1917 году появились первые книги Г. Пушкарёва, в последующие годы — рассказы о жизни народностей Сибири. В 1920-1930-е писал о людях деревни, заводских рабочих, партизанах, о гражданской войне; расширилась палитра жанров: рассказы для детей («Советчик», 1926, «Яшка-таёжник», «Коровий клуб», 1928 и др.), повести («Земля кричит», 1929; «В хребтах Алтая», 1930), пьесы («Отряд партизана Ломова», 1934; «Машина инженера Щацкого», 1934).
В послевоенные годы опубликовал произведения о Великой Отечественной войне («Зарево над городом», 1947; «Варвара Грачёва», 1949), о революции 1905 года («Восстание», 1939, в последующих изданиях — «Сергей Мохов»; «Реалисты», 1948; «В борьбе за рабочее дело», 1959).

## Память
Похоронен Глеб Михайлович Пушкарёв на Заельцовском кладбище (квартал 69).
Имя писателя присвоено:
- новосибирской детской библиотеке (ул. Звёздная, 3) — Библиотека им. Г. Пушкарева
- улице в Ленинском районе Новосибирска.